# الصباحي (العدين)

تعديل مصدري - تعديل

الصباحي هي إحدى قرى عزلة بني زهير بمديرية العدين التابعة لمحافظة إب، بلغ تعداد سكانها 832 نسمة حسب تعداد اليمن لعام 2004.